# Jesús María Garza
Jesús María Garza es una localidad del estado mexicano de Chiapas. Es parte del municipio de Villaflores.

## Demografía
| Gráfica de evolución demográfica |
|                                  |

| Censo | Población |
| ----- | --------- |
| 1940  | 561       |
| 1950  | 1 182     |
| 1960  | 2 948     |
| 1970  | 2 997     |
| 1980  | 3 597     |
| 1990  | 5 005     |
| 2000  | 5 709     |
| 2010  | 6 724     |
| 2020  | 8 050     |